# Tully-Falls-Nationalpark
Der Tully-Falls-Nationalpark (englisch Tully Falls National Park) ist ein 168 Quadratkilometer großer Nationalpark in Queensland, Australien. Aufgrund einer Vielzahl von in den feuchten Tropen von Queensland endemischen Vogelspezies ist der Park ist ein Teil der Wooroonooran Important Bird Area und des UNESCO-Weltnaturerbe Wet Tropics of Queensland.

## Lage
Der Park befindet sich in der Region North Queensland und liegt etwa 60 Kilometer westlich von Innisfail und 90 Kilometer südwestlich von Cairns. Der Tully-Gorge-, Wooroonooran-, Japoon- und Koombooloomba-Nationalpark liegen in unmittelbarer Nachbarschaft. Mit dem Fahrzeug ist der Park über die 10 Kilometer lange Tully Falls Road, die bei Ravenshoe  vom Kennedy Highway abzweigt, zu erreichen.

## Beschreibung
Die Tully Falls (dt.: Tully Wasserfälle) führen zwar nur in der Regenzeit Wasser, dennoch sind die 300 Meter hohen Wände aus Felsen und Regenwald hinunter zum Tully River ganzjährig ein reizvoller Anblick. Die verschiedene Vegetationszonen des Parks bieten einer Vielzahl von Tieren, darunter der Säulengärtner und das seltene Lumholtz-Baumkänguru. Neben ausgewiesenen Wanderwegen gibt es auch Campingmöglichkeiten im Park.

## Geschichte
Bereits von den ersten Siedlern wurde bis zur 1988, als das Gebiet zum Weltnaturerbe erklärt wurde, Holz eingeschlagen, das von den örtlichen Sägewerken um Ravenshoe weiterverarbeitet wurde. In den steileren Teilen des Parks war dies jedoch unmöglich, so dass hier auch heute noch unberührter Regenwald zu sehen ist. Zunächst als Ravenshoe State Forest ausgewiesen, wurde der Park am 14. September 2001 zum Tully Falls Forest Reserve und schließlich am 16. Dezember 2005 zum Nationalpark erklärt.